# Вім Нефс
Вім Нефс (нар. 8 березня 1976) — колишній бельгійський тенісист.
Найвищу одиночну позицію світового рейтингу — 471 місце досяг 24 серпня 1998, парну — 177 місце — 14 січня 2002 року.

## Титули на челленджерах

### Парний розряд: (2)
| Ранг | Дата          | Турнір                  | Покриття | Партнер            | Суперники                         | Рахунок     |
| ---- | ------------- | ----------------------- | -------- | ------------------ | --------------------------------- | ----------- |
| 1.   | квітень 2001  | Ешпіню, Португалія      | Ґрунт    | Д'ялмар Сістерманс | Херман Пуентес Хайро Веласко мол. | 6–3, 7–6(2) |
| 2.   | листопад 2001 | Болтон, Велика Британія | Тверде   | Жіль Ельсенеер     | Лі Чайлдс Марк Гілтон             | 6–4, 6–3    |